# Statuia generalului Aleksandr Suvorov din Tiraspol

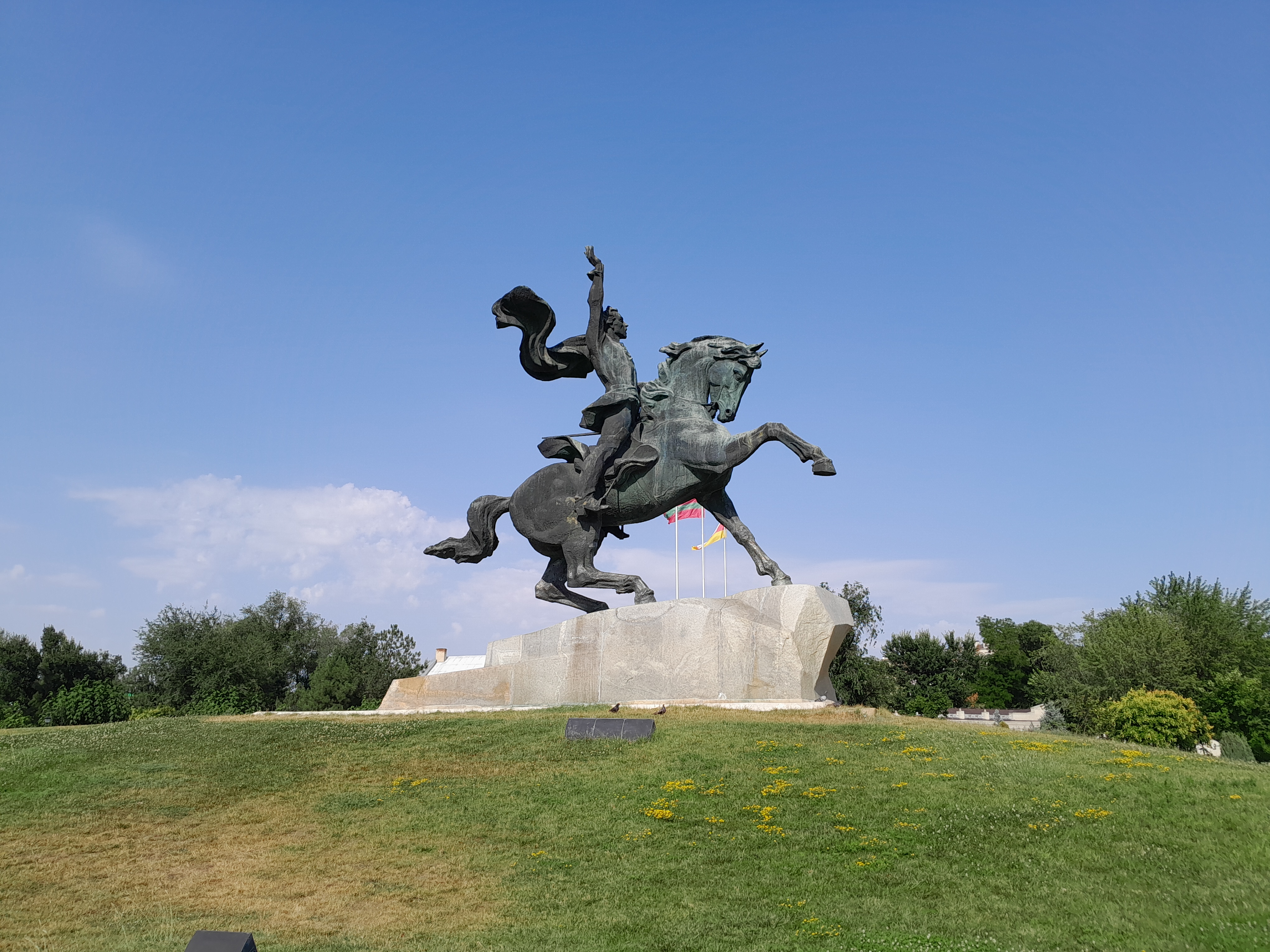
Statuia generalului Aleksandr Suvorov din Tiraspol

Statuia generalului Aleksandr Suvorov din Tiraspol este un monument ecvestru închinat generalissimului rus Aleksandr Suvorov, amplasat în municipiul Tiraspol, capitala regiunii separatiste Transnistria. Este un monument de for public al Republicii Moldova, având statut protejat și în cadrul autoproclamatei Republicii Moldovenești Nistrene.

## Istoric
Monumentul generalissimului rus Aleksandr Suvorov din Tiraspol a fost realizat în anul 1979 de către sculptorii Viktor și Vladimir Artamonov și de arhitecții Ia. Drujinin și Iu. Cisteakov într-o manieră mai dinamică, specifică sculpturii sovietice de la sfârșitul anilor '70 - începutul anilor '80 ai secolului al XX-lea. 
Monumentul glorifică victoriile generalissimului Suvorov devenite simbolice în cadrul ideologiei artei angajate a perioadei sovietice din istoria Republicii Moldova. El a fost realizat pentru a omagia pe generalul rus, de la a cărui naștere se aniversau 250 ani, fiind amplasat în Piața centrală din Tiraspol. 
Primele bancnote ale auto-proclamatei Republici Moldovenești Nistrene au avut pe aversul lor imaginea statuii lui Suvorov din Tiraspol (mareșalul rus care a atins primul prin cucerire linia Nistrului). Este vorba de bancnotele de 50, 100, 200, 500, 1000 și 5000 ruble transnistrene emise în anul 1994, dar având înscrise pe ele 1993 ca an al emisiunii, precum și de bancnota de 500.000 de ruble transnistrene, emisă în anul 1997.

## Statut de protecție
Din 1993 până în 2018, statuia era clasificată drept monument de artă și de istorie de însemnătate națională în cadrul Registrului monumentelor ocrotite de stat din Republica Moldova. Registrul monumentelor de for public, în care se află acum, a fost creat în același an.
În 2002, monumentul a fost inclus și în Registrul național al monumentelor de importanță republicană și locală a Republicii Moldovenești Nistrene.

## Imagini

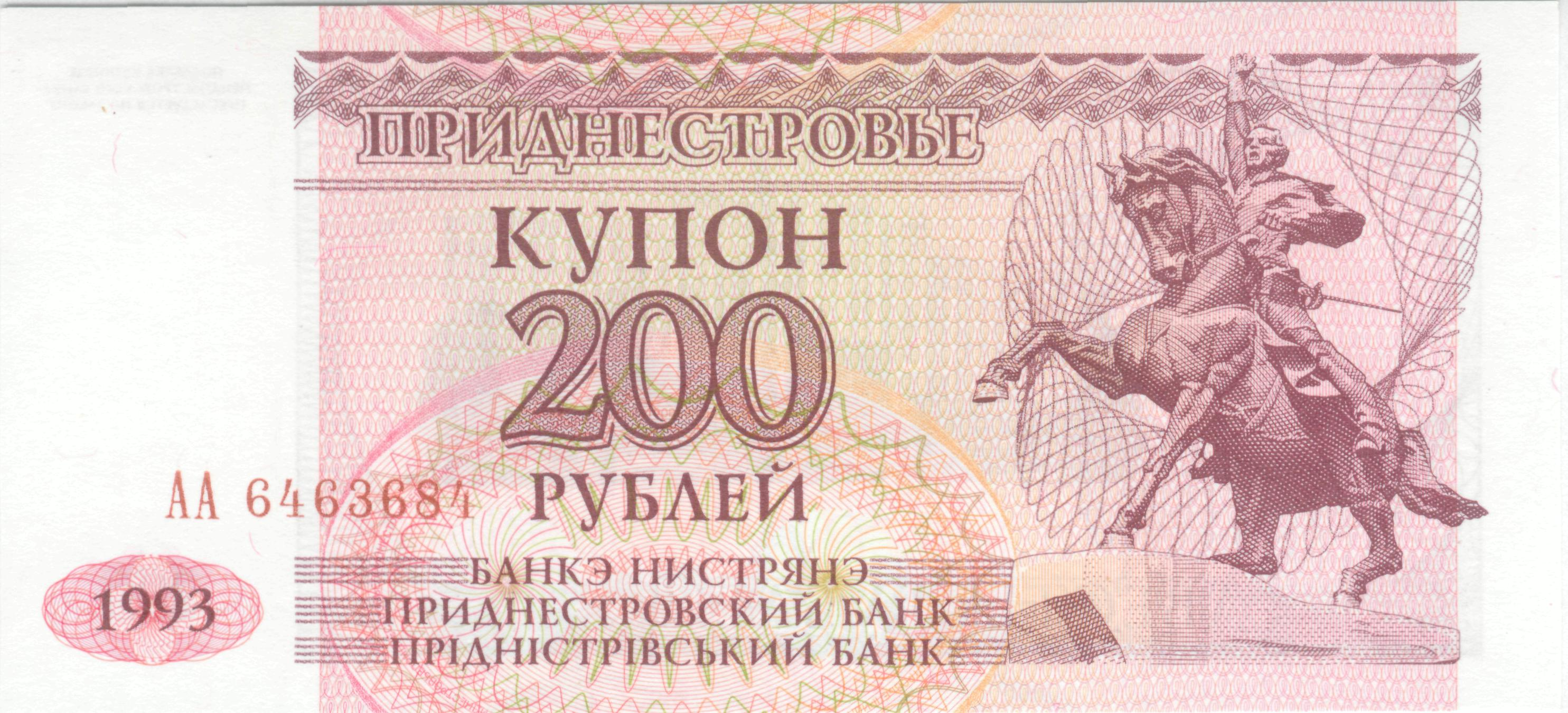
Bancnotă de 200 ruble transnistrene din anul 1993, cu imaginea statuii lui Suvorov.
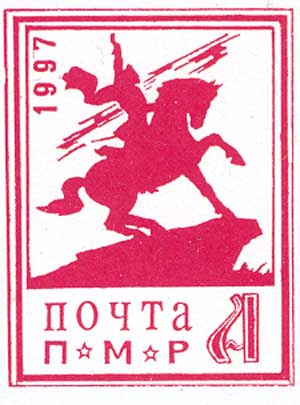
Timbru din Transnistria, cu imaginea statuii lui Suvorov.